# Cantó de La Muntanya d'Alaric
El cantó de La Muntanya d'Alaric és una divisió administrativa del departament de l'Aude, a la regió d'Occitània.
Va ser creat durant la reorganització dels cantons francesos que va entrar en vigor el març de 2015, a partir de la fusió dels cantons de Trebes i de Camppendut. La seva seu és a Trebes.
Rep el nom de la muntanya homònima.
És format pels següents municipis:
1. Arquetas
2. Badens
3. Barbairan
4. Berriac
5. Blomac
6. Bolhonac
7. Camppendut
8. Caunetas
9. Cominha
10. Dosens
11. Fajac de Danha
12. Flora (Aude)
13. Fontians d'Aude
14. La Bastida de Danha
15. Marselheta
16. Maironas
17. Montirat (Aude)
18. Monza
19. Mos (Aude)
20. Rius de Danha
21. Ròcacorba de Menerbés
22. Sant Coat d'Aude
23. Serviès de Danha
24. Taurisa
25. Trebes
26. Val de Danha
27. Le Vilar de Danha
28. Viladubèrt
29. Vilatritols